# Roldós Publicitat

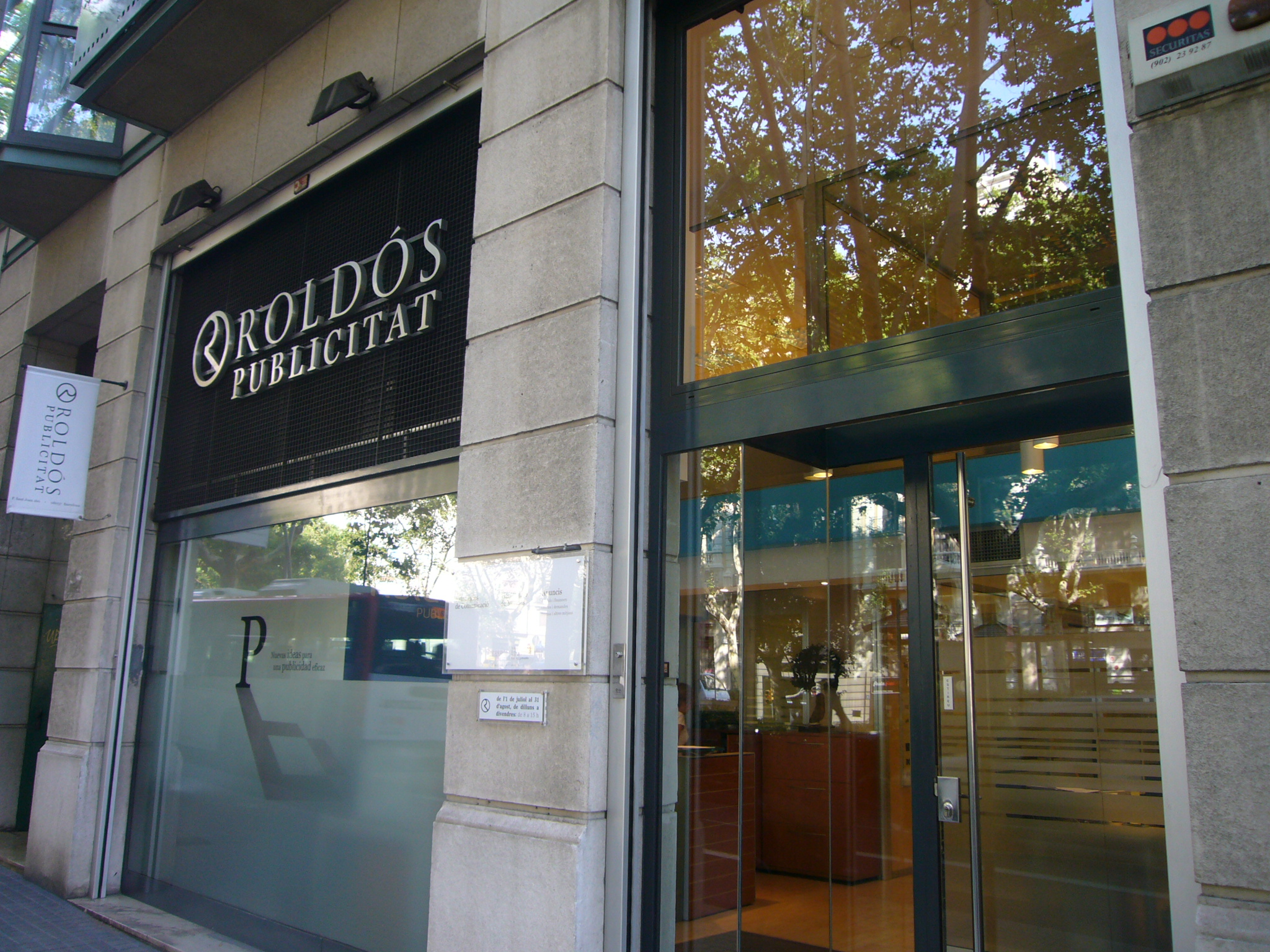
Seu de Roldós Publicitat al Passeig de Sant Joan, 160

Roldós Publicitat és el nom comercial de la societat Roldósi Cia S.A., una agència de publicitat de Barcelona fundada per Rafael Roldós i Viñolas el 1870, circumstància que la situa com l'agència de publicitat en actiu més antiga del món. Actualment està situada al Passeig de Sant Joan 160 de Barcelona.

## Història

### Naixement i primers anys

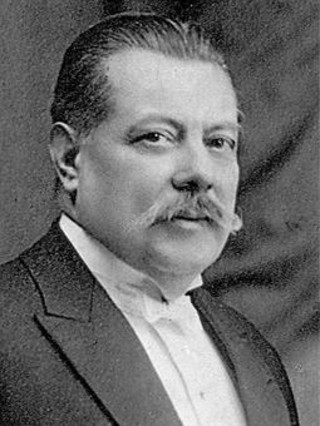
Rafael Roldós i Viñolas, fundador de l'agència

Rafael Roldós i Viñolas, després d'alguns anys d'experiència com a agent publicitari, va decidir, el 1872 fundar el «Centro de Anuncios Roldós y Compañía», que va ser la primera denominació de l'agència. Ho va fer en un petit local del carrer Escudellers, al Barri Gòtic de Barcelona.
L'agència, una de les primeres del país, estava especialitzada en la tramitació d'anuncis per a la seva inserció als diferents diaris d'Espanya i d'arreu. Una altra de les línies de negoci de l'agència era la gestió d'anuncis classificats. Els primers anys de la companyia van estar marcats per nombrosos canvis d'ubicació, encara que sempre al centre neuràlgic de la ciutat de Barcelona. A partir de 1910, Roldós y Compañía va afermar la seva estructura empresarial, va eixamplar l'oferta de serveis i va obrir noves oficines a altres indrets, ampliant així el seu àmbit d'actuació.
El 1918 va morir Rafael Roldós, llegant l'empresa als seus dos fills: Ruperto i Rafael Roldós Gómez. Aquell mateix any, l'empresa va passar a denominar-se «Agencia Universal de Anuncios de Roldós y Compañía», amb els dos germans Ruperto i Rafael com a socis únics.

### Consolidació i fusions
El 1929 l'agència Roldós va iniciar un procés de fusió amb algunes agències més per a donar resposta al creixent augment de la publicitat com a negoci. Així doncs Roldós, en col·laboració amb les agències Los Tiroleses S.L., Helios Barcelona, Prado Tello, Agencias Reye» i la Sociedad General de anuncios de España, van fundar Empresa Española Roldós Tiroleses, S.A. de Publicidad. Gràcies a la fusió van poder respondre a les necessitats publicitàries del moment, augmentades per l'Exposició Internacional de Barcelona de 1929, oferint un millor servei.
Aquest procés de fusió va ser fugaç i poc temps després la societat es va dissoldre. Aquesta circumstància no va impedir una altra infructuosa fusió, el 1934, aquest cop amb Publicidad Gispert, donant pas a Roldós-Gispert Sociedad Anónima de Publicidad. Després d'aquest període de fusions amb poc èxit, l'agència va passar a anomenar-se «Roldós Sociedad Anónima Agencia Española de Publicidad» i es va mantenir amb aquest nom fins que el 1992, amb l'aparició de la llei de Societats Anònimes, la companyia va haver de canviar de nom, passant a denominar-se «Roldós, S.A.», nom encara vigent en l'actualitat.
Tot i així, el 1970, l'agència va diversificar el seu negoci en dos línies. D'una banda, es va crear «Roldós-Tuset: Publicidad en General» que era una agència moderna, equipada amb les últimes tecnologies del moment, i que realitzava campanyes per a tots els medis: televisió, ràdio, premsa, revistes, etc. D'altra banda, es va crear «Roldós Vergara (anuncios)» encarregada de tota mena de gestions i anuncis a petita escala, especialment anuncis classificats dirigits a particulars i a petites empreses. D'aquesta manera l'agència copava pràcticament tot l'espectre del negoci publicitari.

### Actualitat

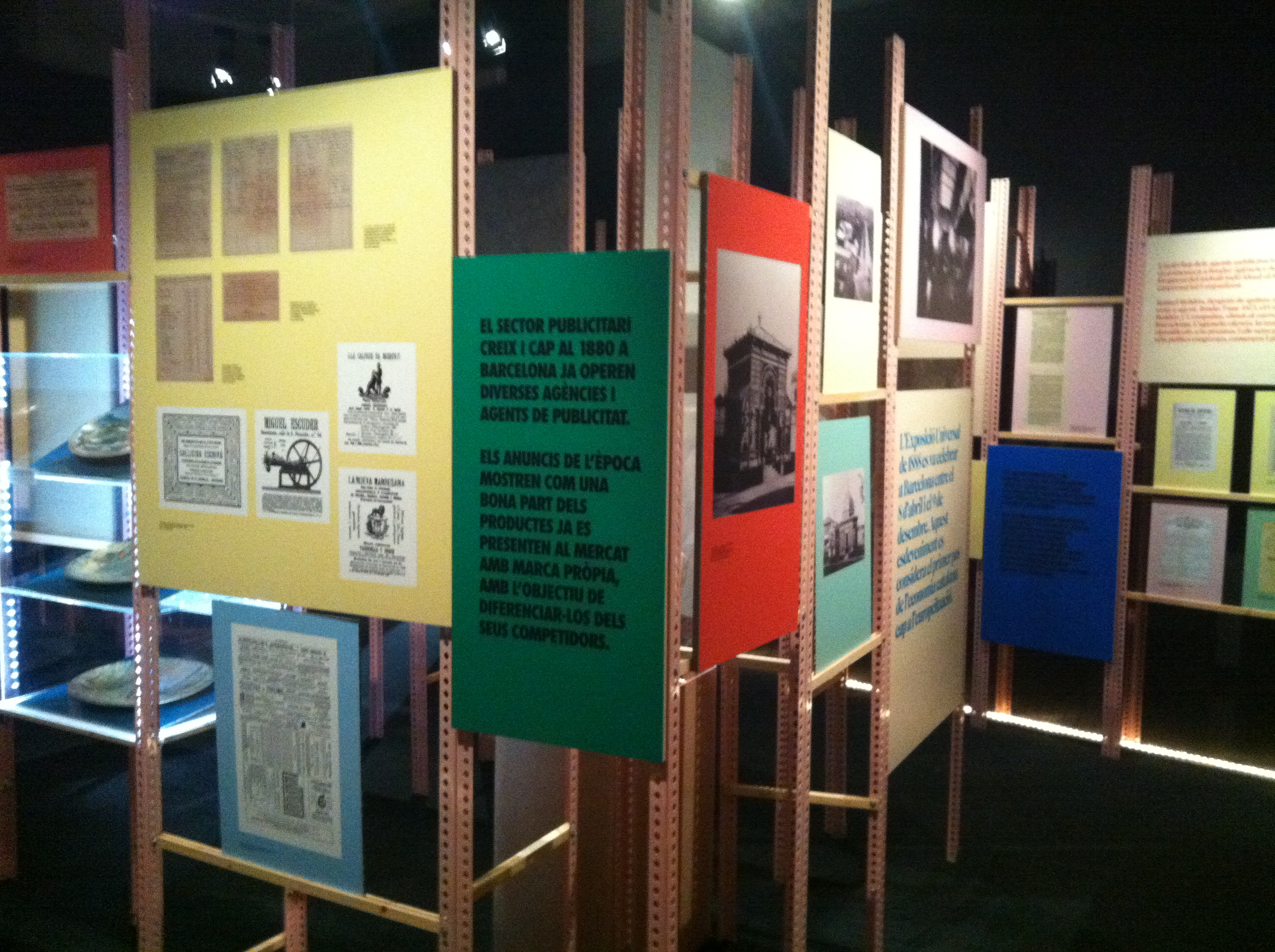
Imatge de l'exposició "Publicitat a Catalunya 1857-1957. Roldós i els pioners", al Palau Robert de Barcelona.

Des de l'any 2006 l'agència està situada al Passeig de Sant Joan, 160 de Barcelona. Actualment, l'agència és considerada com la més antiga en actiu del món.
Al final de 2011, la Generalitat de Catalunya i la Facultat de Comunicació Blanquerna de la Universitat Ramon Llull van organitzar a Barcelona una exposició denominada "Publicitat a Catalunya 1857-1957. Roldós i els pioners" on es repassava els inicis de la publicitat a Catalunya, centrant-se especialment en la trajectòria de l'agència i del seu fundador, Rafael Roldós, com a personatge clau d'aquells primers anys de publicitat. L'exposició va estar oberta sis mesos i es va organitzar al Palau Robert, al cèntric Passeig de Gràcia de Barcelona.

## Ubicació
Roldós Publicitat, sota les seves diferents denominacions ha tingut la seva seu sempre a la ciutat de Barcelona, als següents emplaçaments:
| Període         | Adreça                     |
| --------------- | -------------------------- |
| 1872-1880       | C/ Escudellers, 5-7-9.     |
| 1880-1885       | C/ Escudellers, 41.        |
| 1885-1893       | C/ Escudellers, 30.        |
| 1893-1920       | Rambla del Centre, 37.     |
| 1920-1992       | C/ Vergara, 11.            |
| 1992-2006       | C/ Vergara, 10.            |
| 2006-Actualitat | Passeig de Sant Joan, 160. |